# 곡순로
곡순로(Goksun-ro)는 전라남도 곡성군 석곡면 능파리 능파사거리와 전북특별자치도 순창군 순창읍 신남리 대정 교차로를 잇는 도로이다. 곡성군의 '곡'과 순창군의 '순'을 따서 명명했다.

## 연혁
- 2009년 7월 10일 : 2개 이상 시·도에 걸쳐 있는 도로로 곡순로를 고시[1]
- 2010년 12월 24일 : 곡성군 겸면 평장리 ~ 옥과면 주산리 3.7km 구간 확장 개통으로 기존 곡성군 옥과면 무창리 ~ 주산리 2.17km 구간 국도 지정 해제[2]
- 2012년 1월 11일 : 순창IC ~ 주산리간 도로(순창군 순창읍 가남리 ~ 곡성군 옥과면 주산리) 7.2km 구간 확장 개통으로 국도 지정 해제[3]

## 주요 경유지
전라남도
- 곡성군 (석곡면 · 삼기면 · 겸면 · 옥과면)

전북특별자치도
- 순창군 (풍산면 · 순창읍)

## 노선
| 이름         | 접속 노선                                             | 소재지                          | 소재지                                                  | 비고                                            |
| ------------ | ----------------------------------------------------- | ------------------------------- | ------------------------------------------------------- | ----------------------------------------------- |
| 능파사거리   | 국도 제27호선 (주석로) 대황강로 석곡로                | 곡성군                          | 석곡면                                                  | 국도 제27호선 구간                              |
| 석곡농공단지 | 연반농공길                                            | 곡성군                          | 석곡면                                                  | 국도 제27호선 구간                              |
| 백천교       |                                                       | 곡성군                          | 석곡면                                                  | 국도 제27호선 구간                              |
| (근촌)       | 노치로                                                | 곡성군                          | 삼기면                                                  | 국도 제27호선 구간                              |
| 삼기삼거리   | 국가지원지방도 제60호선 (곡성로)                      | 곡성군                          | 삼기면                                                  | 국도 제27호선 구간 국가지원지방도 제60호선 구간 |
| 곡성 나들목  | 25호선 호남고속도로                                   | 곡성군                          | 삼기면                                                  | 국도 제27호선 구간 국가지원지방도 제60호선 구간 |
| 삼기면사무소 |                                                       | 곡성군                          | 삼기면                                                  | 국도 제27호선 구간 국가지원지방도 제60호선 구간 |
| 흥복교       |                                                       | 곡성군                          | 겸면                                                    | 국도 제27호선 구간 국가지원지방도 제60호선 구간 |
| 흥복삼거리   | 산이재로                                              | 곡성군                          | 겸면                                                    | 국도 제27호선 구간 국가지원지방도 제60호선 구간 |
| 겸면사무소   |                                                       | 곡성군                          | 겸면                                                    | 국도 제27호선 구간 국가지원지방도 제60호선 구간 |
| 평장삼거리   | 국도 제13호선 국가지원지방도 제60호선 (옥순로)        | 곡성군                          | 겸면                                                    | 국도 제27호선 구간 국가지원지방도 제60호선 구간 |
| 평장삼거리   | 국도 제13호선 국가지원지방도 제60호선 (옥순로)        | 곡성군                          | 겸면                                                    | 국도 제13, 27호선 구간                          |
| 무창 교차로  | 국도 제13호선 (입면로) 국도 제27호선 (옥순로) 죽림5길 | 곡성군                          | 옥과면                                                  |                                                 |
| 주산교       |                                                       | 곡성군                          | 옥과면                                                  |                                                 |
| 주산삼거리   | 월파로                                                | 곡성군                          | 옥과면                                                  |                                                 |
| 주산 교차로  | 국도 제27호선 (옥순로) 배감길                         | 곡성군                          | 옥과면                                                  |                                                 |
| 우치고개     |                                                       | 곡성군                          | 옥과면                                                  |                                                 |
| 순창군       | 풍산면                                                |                                 |                                                         |                                                 |
| 순창군       | 풍산면                                                | 덕산 교차로                     | 국도 제27호선 (옥순로) 풍산로                           |                                                 |
| 순창군       | 풍산면                                                | 반월교                          |                                                         |                                                 |
| 순창군       | 풍산면                                                | 풍산 교차로                     | 국도 제27호선 (옥순로) 지방도 제730호선 (금풍로) 곡순로 |                                                 |
| 순창군       | 풍산면                                                | 풍산삼거리                      | 지방도 제730호선 (금풍로)                               |                                                 |
| 순창군       | (용내)                                                | 상촌로                          | 순창읍                                                  |                                                 |
| 순창군       | 대정 교차로                                           | 국도 제27호선 (순창로) (옥순로) | 순창읍                                                  |                                                 |

## 주요 건물 및 시설
- 곡성부산물자원화센터 (전라남도 곡성군 석곡면 곡순로 557)
- KOS (전라남도 곡성군 삼기면 곡순로 810)
- 삼기초등학교 통명분교 (폐교, 전라남도 곡성군 삼기면 곡순로 1120)
- 삼기파출소 (전라남도 곡성군 삼기면 곡순로 1425)
- 삼기면사무소 (전라남도 곡성군 삼기면 곡순로 1430)
- 삼기초등학교 (전라남도 곡성군 삼기면 곡순로 1462)
- 겸면치안센터 (전라남도 곡성군 겸면 곡순로 1850)
- 겸면우체국 (전라남도 곡성군 겸면 곡순로 1854-3)
- 겸면사무소 (전라남도 곡성군 겸면 곡순로 1860)
- 겸면초등학교 (폐교, 전라남도 곡성군 겸면 곡순로 1864)
- 남양보건진료소 (전라남도 곡성군 겸면 곡순로 1866)